# Thrace
Pour les articles homonymes, voir Thrace (homonymie).
 (juin 2011).
Si vous disposez d'ouvrages ou d'articles de référence ou si vous connaissez des sites web de qualité traitant du thème abordé ici, merci de compléter l'article en donnant les références utiles à sa vérifiabilité et en les liant à la section « Notes et références ».

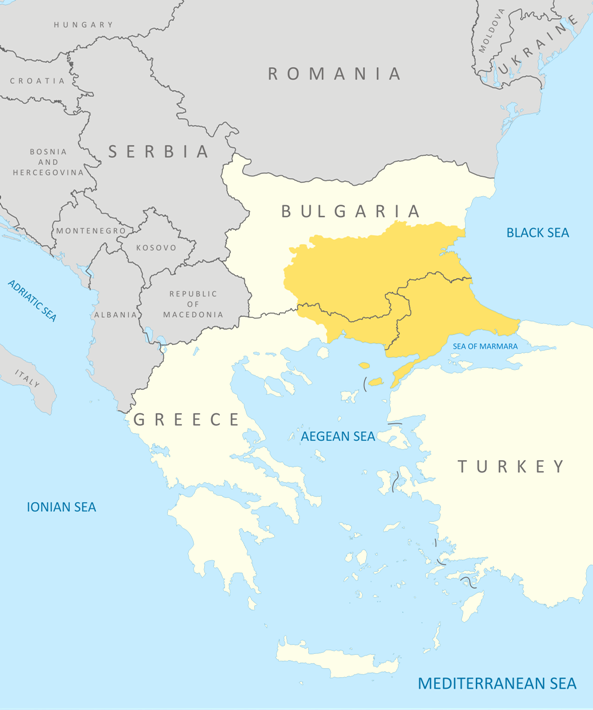
La Thrace.

La Thrace (en grec ancien Θρᾴκη (Thrákê), en grec moderne Θράκη (Thráki), en bulgare Тракия (Trakija), en turc Trakya) est une région historique de la péninsule balkanique partagée de nos jours entre :
- la Bulgarie (Thrace du Nord) ;
- la Grèce (Thrace occidentale ou Thrace égéenne) ;
- et la Turquie (Thrace orientale).

Elle doit son nom aux Thraces, peuple indo-européen qui occupait la région dans l'Antiquité.
Selon la mythologie grecque, le dieu Dionysos et le héros Orphée en sont originaires, et le dieu Arès s'y établit.

## Géographie
La notion de Thrace a varié au cours de l'histoire et, parfois, d'un peuple à l'autre.
De nos jours, on considère que la Thrace est la région délimitée de la manière suivante :
- sa limite nord part du mont Ostra et suit la ligne de crête du Grand Balkan jusqu'au cap Éminé ;
- à l'est sa limite est constituée par le rivage de la mer Noire ;
- sa limite ouest part du mont Ostra, suit la ligne de crête du Galabets et de la Sredna Gora jusqu'au mont Moussala, passe par le Ravni tchal, suit la ligne de crête séparant dans les cuvettes de Tchépin et de Razlog, passe par le mont Videnitsa et atteint la frontière gréco-bulgare au village de Kaïntchal (commune de Sidirónero) ;
- sa limite sud part de Kaïntchal, suit la frontière gréco-bulgare jusqu'au mont Giftokastro, descend jusqu'au fleuve Mesta, qu'elle suit jusqu'à la mer Égée. Elle longe, ensuite, le rivage nord de celle-ci, du détroit des Dardanelles, de la mer de Marmara et du Bosphore jusqu'à la mer Noire.

On peut subdiviser la Thrace en deux parties :
- Thrace du Nord ou Haute-Thrace, qui correspond à la partie entre, d'une part, la ligne de crête du Grand Balkan et, d'autre part, la ligne de crête des Rhodopes, le passage le plus étroit entre les Rhodopes et le massif du Sakar, la ligne de crête de ce dernier puis la ligne de crête de la Strandja qu'elle suit jusqu'à la mer Noire ;
- Thrace du Sud ou Basse-Thrace, située au sud de la ligne de crête des Rhodopes, de la Sakar et de la Strandja et au nord de la mer Égée et de la mer de Marmara. Celle-ci se subdivise en :
  - Thrace occidentale qui va de la ligne de crête des Rhodopes jusqu'à la mer Égée et du fleuve Mesta jusqu'au fleuve Maritsa,
  - Thrace orientale, qui va de la ligne de crête de la Sakar et de la Strandja jusqu'à la mer de Marmara et de la Maritsa jusqu'à la mer Noire.

## Histoire

### La Thrace pendant la Préhistoire
- Préhistoire des Balkans

La Thrace est habitée par les hommes dès la Préhistoire : les premières traces de présence humaine remontent au Paléolithique. L'homme de Néandertal habite dans la région pendant près de 300 000 ans avant d'être remplacé par l'homme moderne (Homo sapiens) au début du Paléolithique supérieur, pendant l'Aurignacien (entre −40 000 et −30 000).
Au Néolithique à partir d'environ −6 400, l'agriculture venue de l'Asie Mineure voisine, se diffuse dans la région. La Karanovo III-Veselinovo (−6 200 à −5 500) se développe dans la majeure partie de la Thrace alors que la culture de Hamangia (−5 200 à −4 500) se diffuse dans l'Est de la Thrace, limitrophe de la mer Noire.
Les Proto-Thraces — un des peuples indo-européens les plus anciens en Europe — arrivent en Thrace à une date qui reste encore indéterminée (soit VIe millénaire av. J.-C., soit au début du IIe millénaire av. J.-C.).

### La Thrace dans l'Antiquité

#### Mythologie
Selon la mythologie grecque, le dieu Dionysos et le héros Orphée en sont originaires, et le dieu Arès s'y établit[réf. nécessaire]. L'Océanide Thrace était la déesse éponyme de Thrace.

#### Histoire

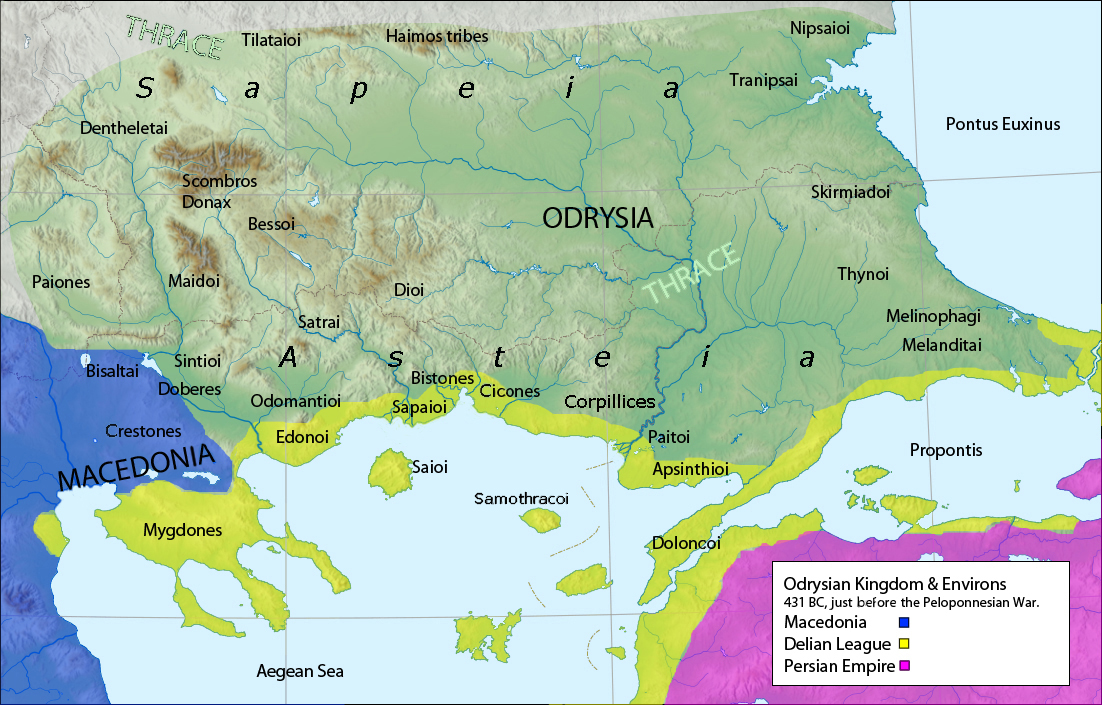
Les peuples thraces dans le sud-est des Balkans.

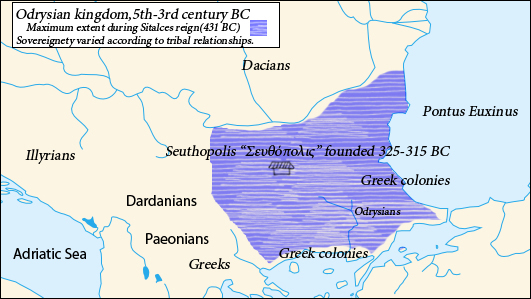
Royaume des Odryses.

À l'époque mycénienne, les Thraces forment des sociétés très hiérarchisées dominées par les soldats et les prêtres[réf. nécessaire].
Au début de l'âge du fer, les Thraces conservent leur organisation et forment des États religieux dirigés par des rois-prêtres, à la tête de troupes constituées de cavaliers-aristocrates et de paysans-guerriers libres. Des résidences fortifiées — capitales temporaires — sont bâties pour les rois itinérants[réf. nécessaire].
À partir du VIe siècle av. J.-C., certaines tribus thraces – essentiellement les Besses et les Odryses – ont des échanges avec les cités-États grecques qui implantent des colonies sur les rivages de la mer Égée et du Pont-Euxin. Les Thraces sont mentionnés pour la première fois, dans un document écrit, par Hérodote qui indique que « la nation des Thraces est, après celle des Indiens, la plus importante du monde. S'ils avaient un seul roi et s'ils pouvaient s'entendre entre eux, ils seraient invincibles et, d'après moi, beaucoup plus puissants que toutes les nations ». La région est traversée sans difficulté par les Perses de Darius Ier mais, après leur défaite face aux Grecs, ils se retirent en Asie Mineure[réf. nécessaire]. Selon les historiens grecs Hérodote et Thucydide, une dynastie royale émerge parmi les tribus odrysiennes, au début du Ve siècle av. J.-C., avec le prince Térès Ier. À partir de la Thrace centrale, ses successeurs vont agrandir le royaume, en s'imposant aux autres tribus thraces. Les Grecs s'implantent dans les régions côtières de la Thrace méridionale, à partir de -464 mais payent un tribut aux Odryses. Les Athéniens contrôlent une partie de la Thrace sud grâce à leur colonie d'Amphipolis. Les échanges entre Grecs et Thraces s'intensifient et ces derniers finissent par utiliser l'alphabet grec pour des écrits non encore déchiffrés[réf. nécessaire]. Lors de la guerre du Péloponnèse (-431 à -404), le royaume des Odryses s'allie aux Athéniens avant de se retourner contre eux (expédition de 411 av. J.-C.)[réf. nécessaire]. Le royaume atteindra son apogée sous Cotys Ier, en s'étendant du Danube à la mer Égée, mais à sa mort, il est divisé en trois royaumes qui seront conquis, progressivement, par le royaume de Macédoine. Cette conquête est achevée en -342.
La Thrace est intégrée, entre -341 et -331 au royaume de Macédoine, avant qu'un État odryse vassal ne soit reconstitué dans le Nord de la Thrace. Lors du partage de l'empire d'Alexandre le Grand, en -323, Lysimaque devient satrape puis roi (-304) de Thrace et contrôle un territoire qui va du Danube jusqu'à l'Anatolie et le Caucase. Il vainc Seuthès III, roi des Odryses, qui s'était révolté mais son royaume est préservé au sein du royaume de Thrace. Lysimaque étend sa domination sur les cités grecques du Pont Euxin et de l'Hellespont, où il implante des bases navales.
Lors de la Grande Expédition menée par une coalition de peuples celtes, ces derniers sont repoussés, en -298, par les Triballes établis dans le Nord et le Nord-Ouest de la Thrace. Toutefois, en -279, une partie des Celtes menés par le roi Comontorios (en) passe en Macédoine puis en Thrace centrale où est fondé le royaume de Tylis. Celui-ci s'effondre, vers -213, sous les coups de boutoir des Thraces.
Les États thraces retrouvent leur indépendance dès le milieu du IIIe siècle av. J.-C. Le royaume de Macédoine conserve les régions méridionales au sud des Rhodopes alors qu'Athènes contrôle les colonies sur les rivages du Pont Euxin et le sud-est de la Thrace, voisine de Byzance.
Au milieu du IIe siècle av. J.-C., le royaume des Odryses devient client de la République romaine, tandis que les autres tribus thraces sont soumises[réf. nécessaire]. La région passe progressivement sous contrôle romain : à la chute des Princes des Astéens, une partie de leur royaume est annexée puis le dernier royaume thrace est annexé par l'Empire romain en l'an 46 apr. J.-C.[réf. nécessaire]
La province romaine de Thrace fut créée en 46, par l'empereur Claude. D'abord confiée à des procurateurs gouverneurs, la province de Thrace fut ensuite confiée à des légats prétoriens dont le nom apparaît parfois sur le monnayage des cités de la province[réf. nécessaire]. Au terme de leur gouvernement ces personnages pouvaient assez souvent prétendre au consulat : la province n'avait pas de légion mais était assez importante. Relativement étendue, elle était propice au brigandage et exposée aux invasions et aux raids barbares, pour peu que ces derniers aient réussi à percer ou à contourner le dispositif militaire de la province voisine de Mésie inférieure[réf. nécessaire]. La Thrace était aussi une province stratégique car son réseau de communication permettait la liaison entre les provinces frontières du Danube et l'Orient de l'empire. La Thrace fut donc, à partir de la seconde moitié du IIe siècle une province menacée au moment des crises de l'Empire.
À la suite des réformes administratives de Dioclétien, à la fin du IIIe siècle, la Thrace géographique est divisée en quatre petites provinces (Thrace, Hæmimontus, Rhodopes et Europa) appartenant au diocèse de Thrace (Thraciæ), lui-même appartenant à la préfecture d'Orient. Sous le Duumvirat (286-293) puis la Tétrarchie (293-324), elle est placée sous l'autorité de l'Auguste chargé de l'Orient.
Lors de la division définitive de l'Empire romain, en 395, le diocèse de Thrace est inclus dans l'Empire romain d'Orient.

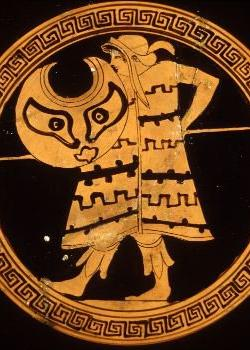
Guerrier thrace.
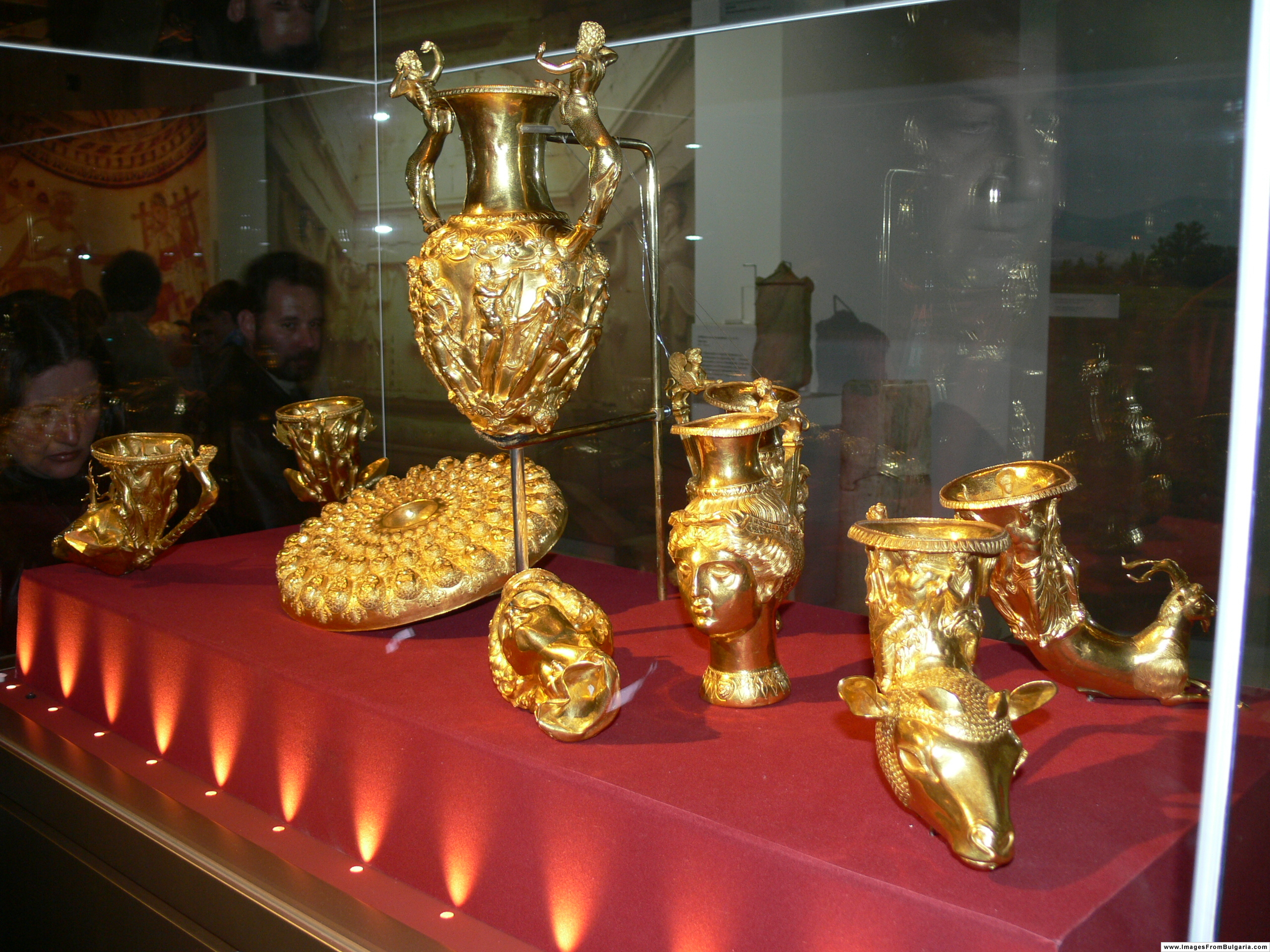
Une partie du trésor de Panagyurichté.

### La Thrace au Moyen Âge
Sous l'empereur Héraclius, l'empire d'Orient se transforme en Empire byzantin. Ne parvenant pas à contenir les attaques venues de toutes parts (Avars et Slaves au nord, Empire sassanide à l'est, arabo-musulmans au sud-est), l'empereur Héraclius réorganisa l'Empire sur le plan militaire. On[Qui ?] considère que, à peu près à cette époque, est créé un thème de Thrace pour faire face, notamment, à la menace bulgare[réf. nécessaire].
À compter de l'installation des Bulgares au sud du Danube, en 680, la Thrace est constamment disputée entre, d'une part, l'Empire byzantin et, d'autre part, le Premier, puis le Deuxième État bulgare.

### La Thrace turque
L'Empire ottoman prend pied en Thrace, en 1347, avec la conquête de la ville de Kallipolis. Avec l'offensive, dans les Balkans, dans les années 1380-1390, les Turcs conquièrent rapidement toute la Thrace hormis une petite fraction autour de Constantinople. Cette dernière tombera, avec la ville, en 1453 et sera incluse dans la Roumélie ottomane[réf. nécessaire].

### La Thrace moderne
Lors du démembrement des territoires balkaniques de l'Empire ottoman, la région fit l'objet de plusieurs partages. À la suite des traités de San Stefano puis de Berlin (1878), l'Empire conserve la Thrace mais une province autonome de Roumélie orientale — à majorité bulgare — est créée dans le Nord de la Thrace. La Roumélie orientale et la principauté de Bulgarie — également placée sous l'autorité ottomane — décident leur union dès 1885 afin de regrouper dans une entité autonome la plupart des populations bulgares de la Thrace.
Lors des guerres balkaniques de 1912-1913, la province est disputée entre l'Empire ottoman et le royaume de Bulgarie, allié, lors de la première guerre, à la Grèce et aux autres États balkaniques. La majorité de la Thrace fait partie de la Bulgarie mais l'Empire ottoman conserve une Thrace orientale élargie.
Les traités — dont celui de traité de Neuilly (1919) — qui mettent fin à la Première Guerre mondiale et redécoupent l'Europe font passer la Thrace occidentale (ou Thrace égéenne) sous autorité grecque ; un petit territoire à l'est de Svilengrad, précédemment ottoman, est rattaché à la Bulgarie. Le traité de Sèvres (1920) qui fixe les nouvelles frontières de l'Empire ottoman attribue presque toute la Thrace orientale à la Grèce mais le traité de Lausanne (1923) revient sur ces modifications et la Turquie conserve l'essentiel la Thrace orientale ainsi que l'extrémité nord-est de la Thrace occidentale, voisine de la ville d'Edirne. La Thrace occidentale est reprise par la Bulgarie lors de la Seconde Guerre mondiale, mais elle est rendue à la Grèce dès la fin du conflit.
La Thrace est divisée, de nos jours, entre la république de Bulgarie (à peu près la Thrace du Nord), la république de Grèce (à peu près la Thrace occidentale) et la république de Turquie (à peu près la Thrace orientale).

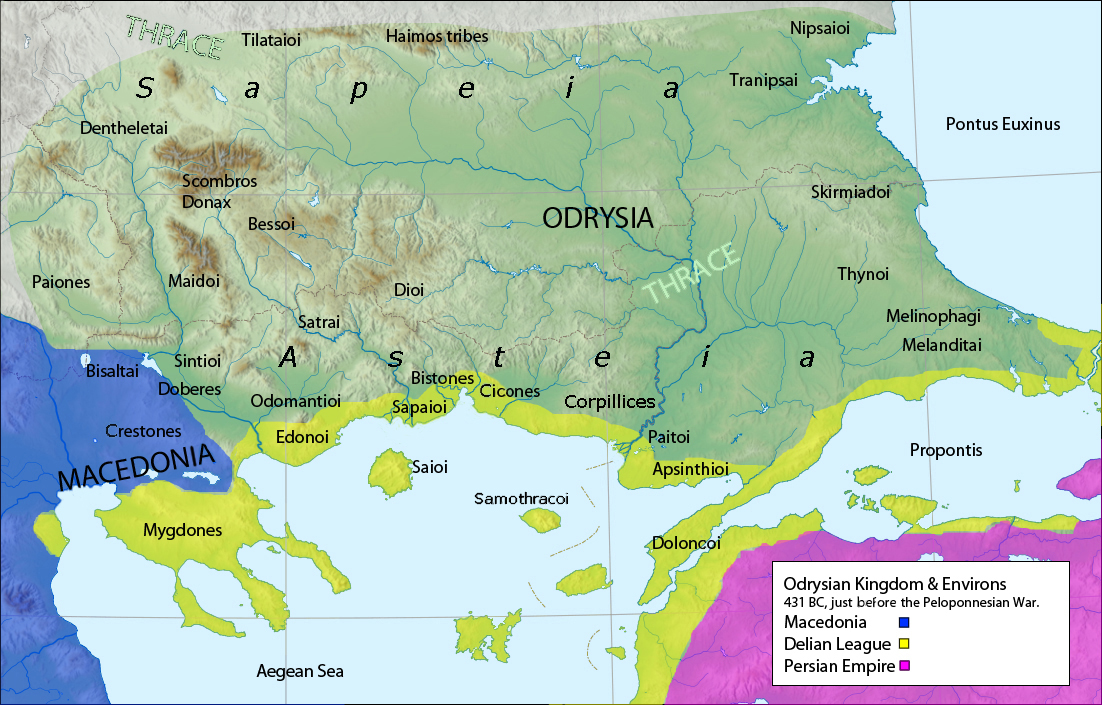
Les tribus thraces vers -431.
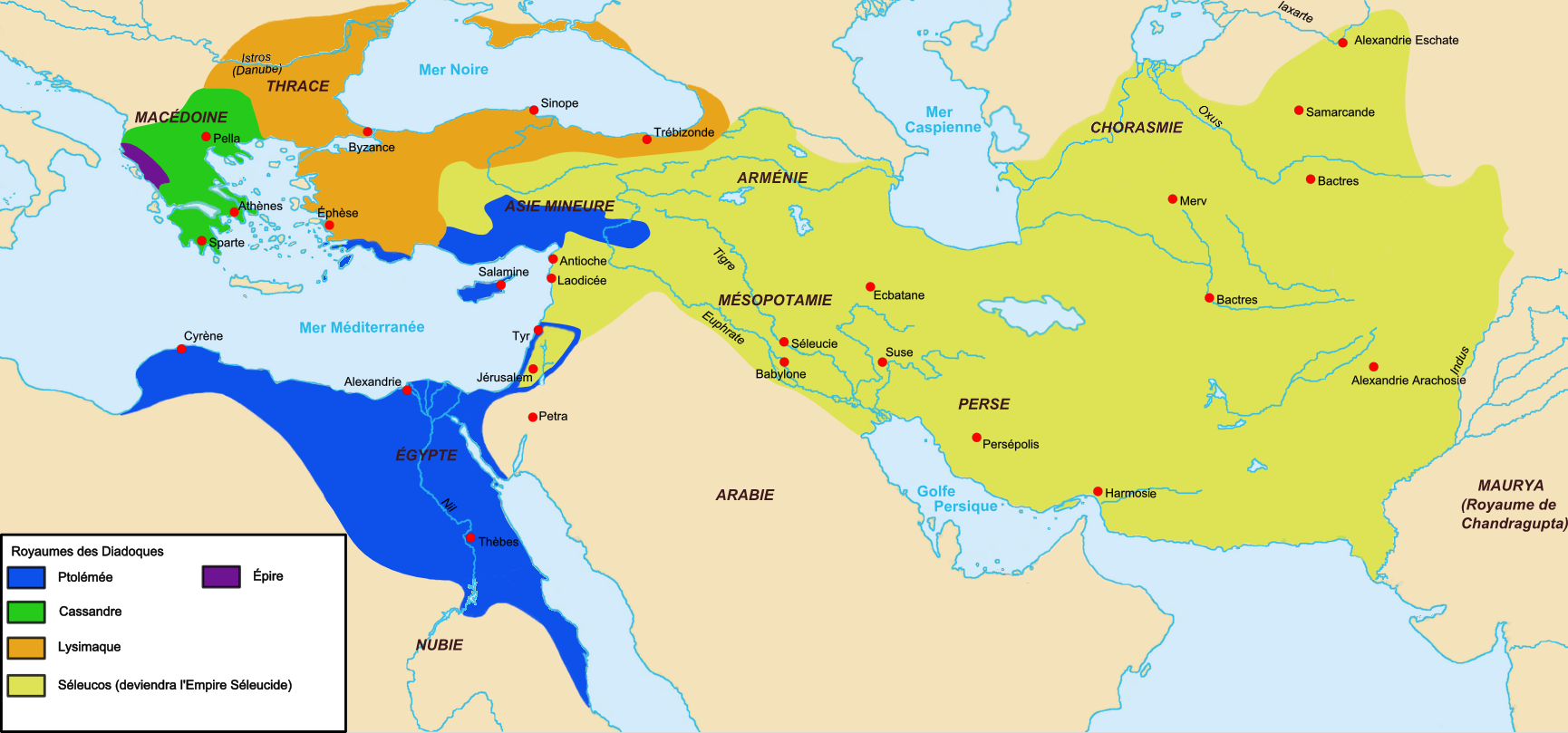
Le royaume de Thrace de Lysimaque (285).
Le Sud de la Thrace reste sous domination macédonienne (-200).
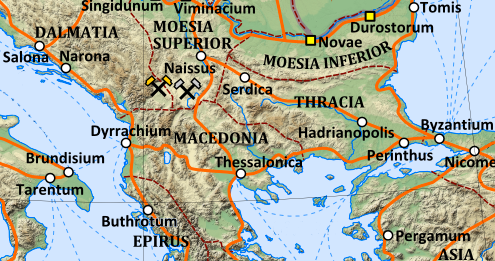
Province romaine de Thrace (125).
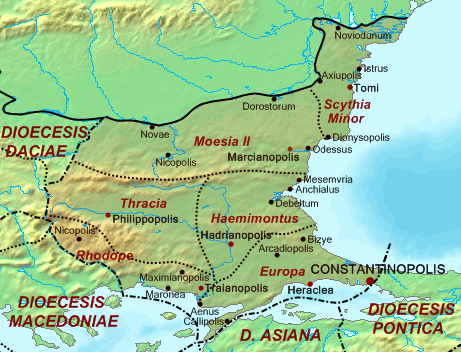
Diocèse de Thrace (400), Empire romain.
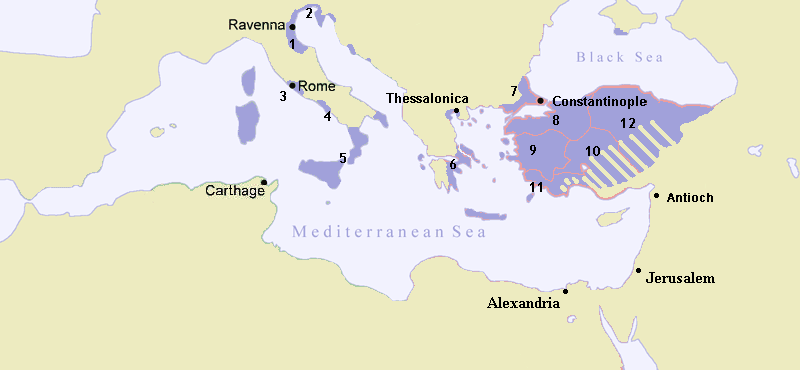
Le thème byzantin de Thrace (7) en 717.
Thème de Thrace (780).
Thème de Thrace (1045).
Second Empire bulgare (1185-1396).
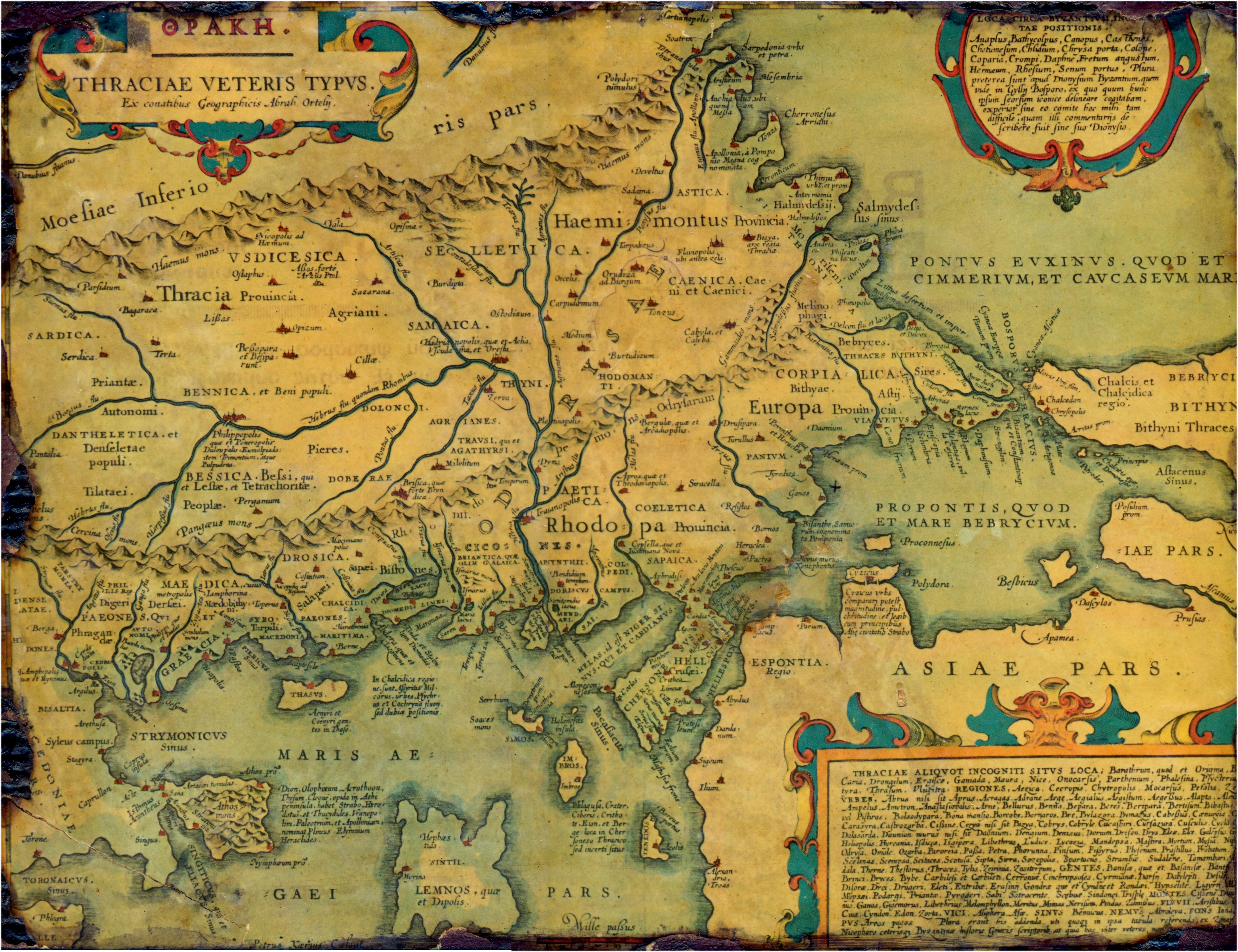
La Thrace ottomane en 1585 (carte d'Abraham Ortelius).
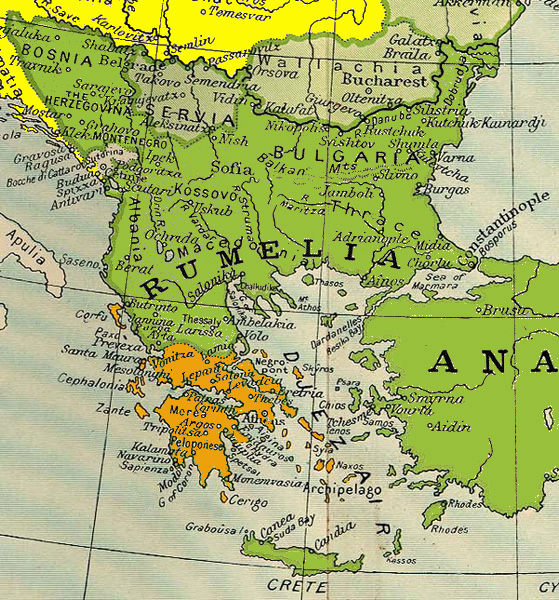
La Thrace ottomane entre 1840 et 1878.
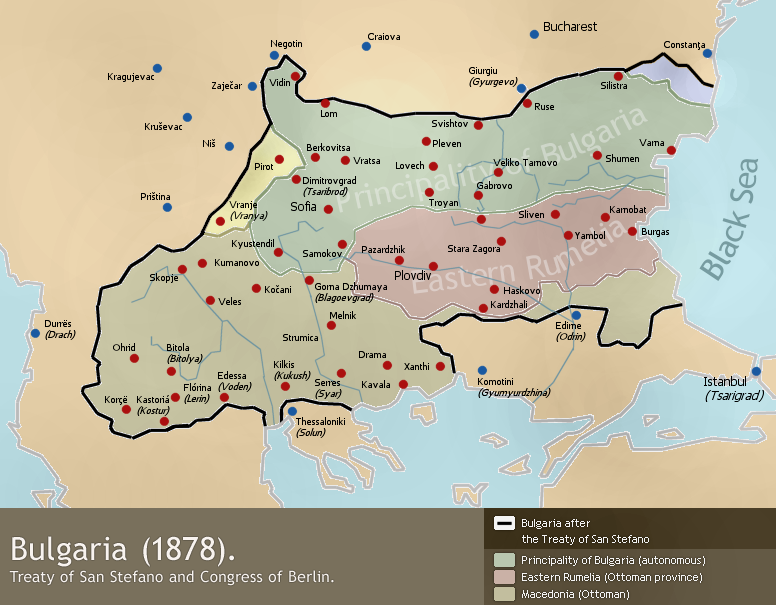
La Thrace lors des traités de San Stefano et de Berlin.
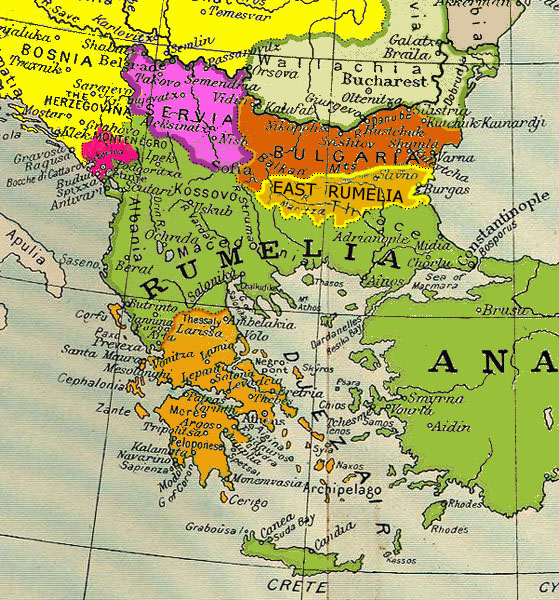
La Thrace de 1878 à 1885.
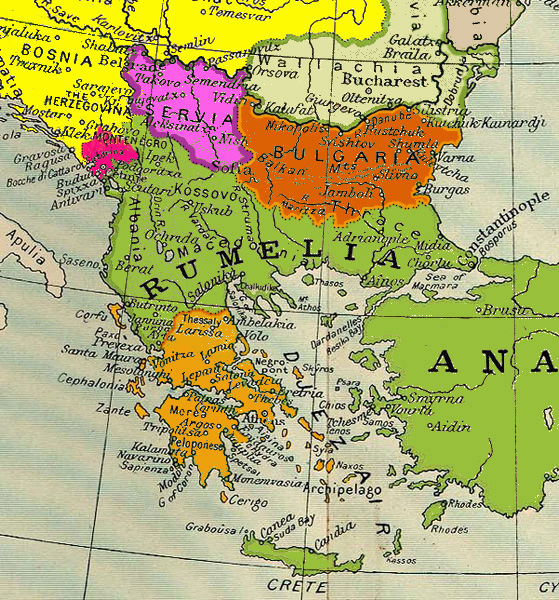
La Thrace de 1885 à 1912.
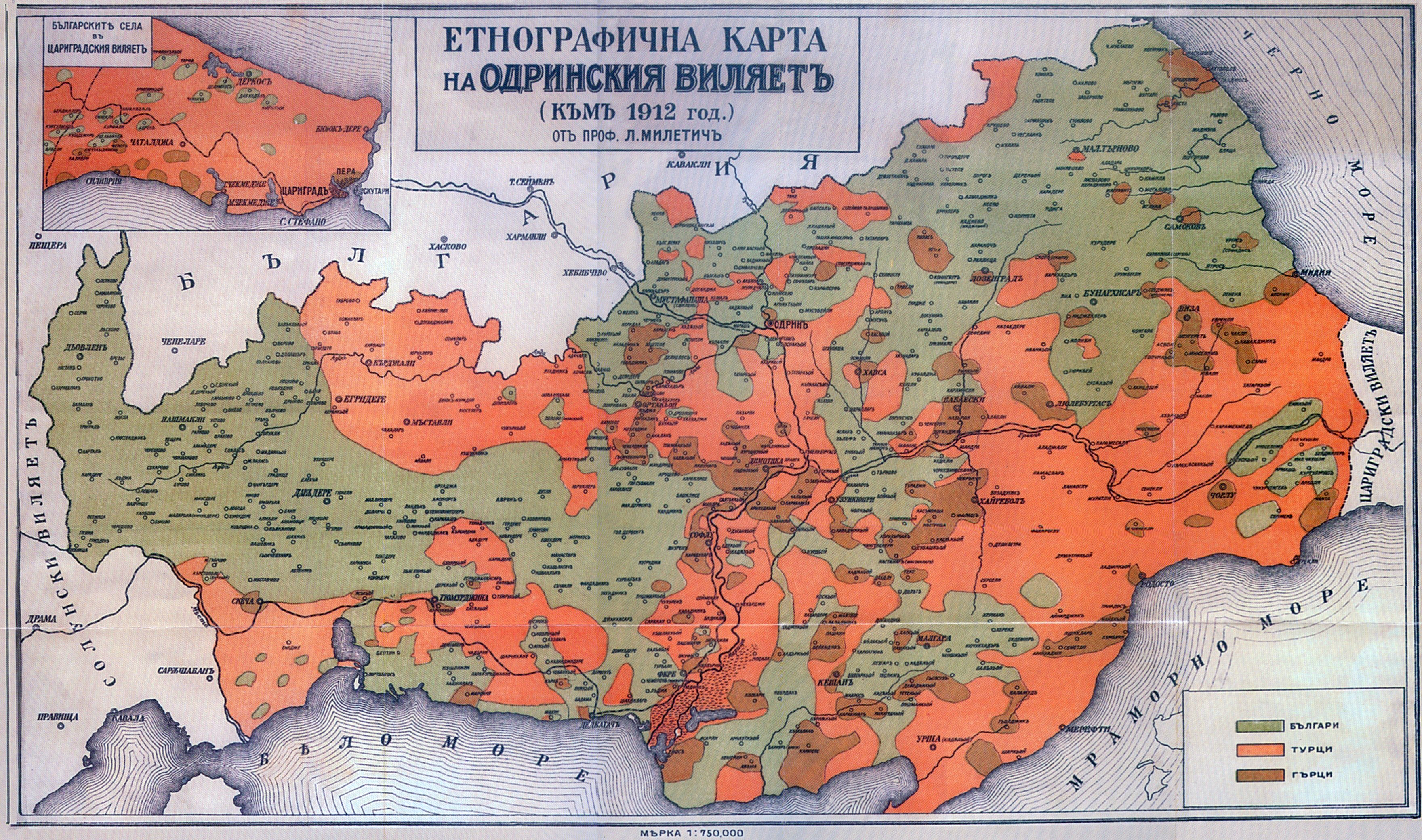
Carte ethnographique de la Thrace orientale et occidentale en 1912.
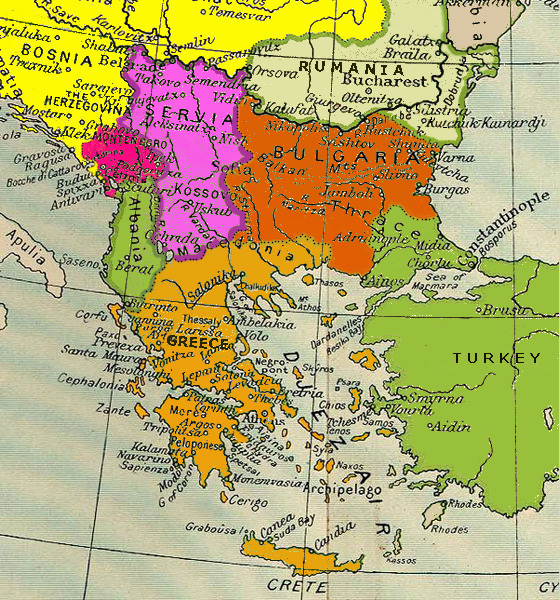
La Thrace de 1913 à 1918.
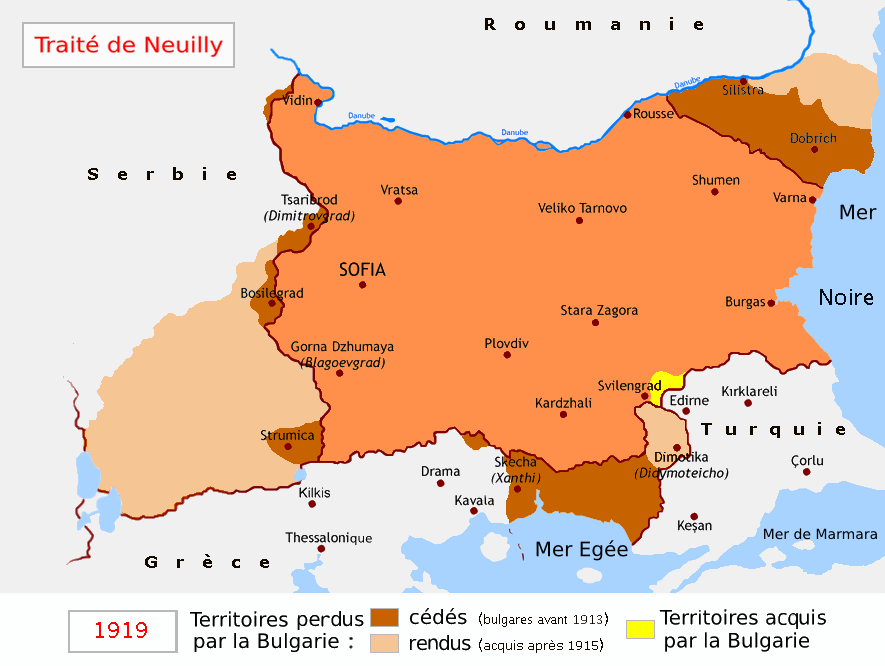
La Thrace après le traité de Neuilly (1919).
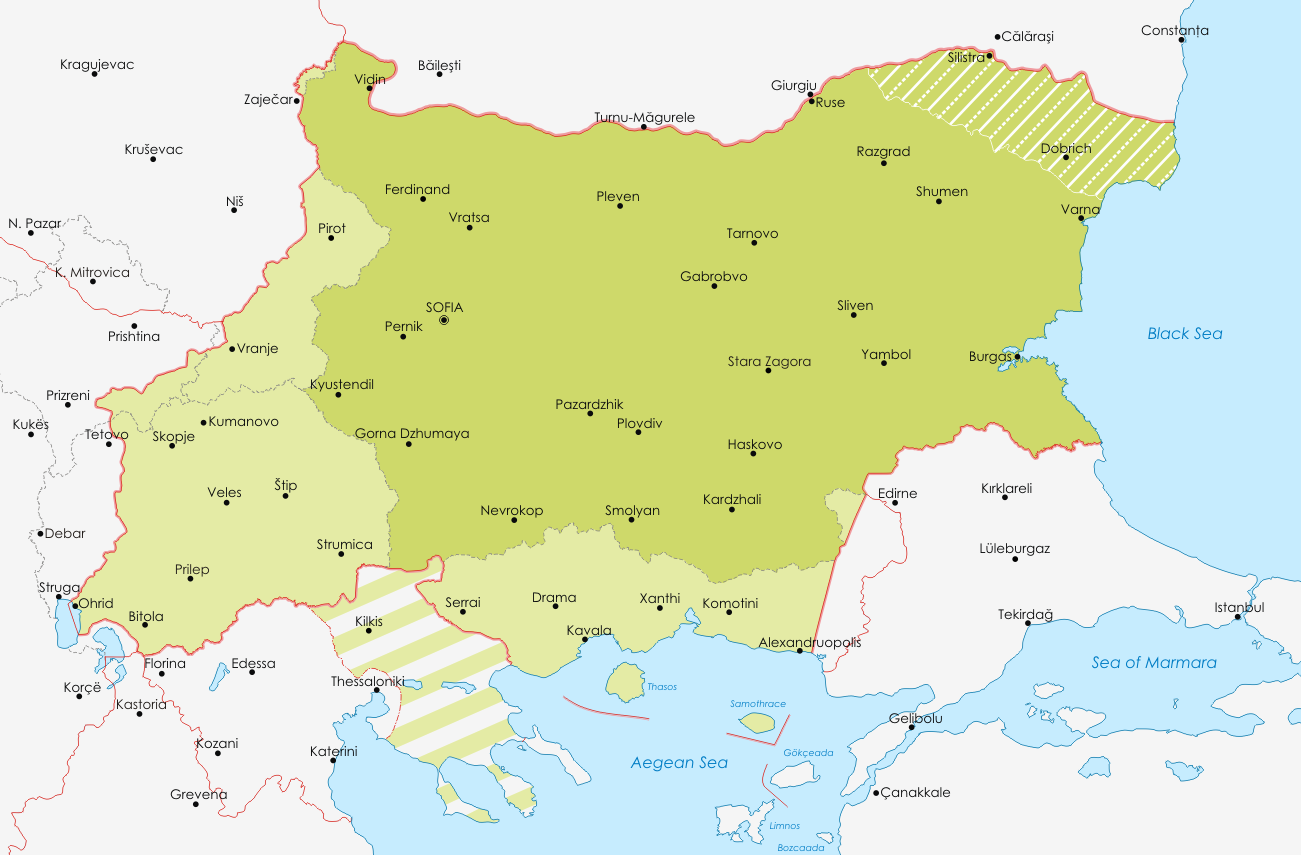
La Thrace pendant la Seconde Guerre mondiale.

## Réputation
La Thrace passait pour être une région dont les habitants étaient belliqueux : « Les peuples de ce pays aiment fort la guerre » (Vincenzo Cartari, Les Images des dieux des anciens, trad. Antoine du Verdier, Tournon, C. Michel et T. Soubron, 1606).
En Thrace vécurent aussi le héros Orphée, fils du roi de Thrace Œagre et de la muse Calliope, et le gladiateur Spartacus.